# أفشين كاظمي
أفشين كاظمي (24 أكتوبر 1986 بكرج في إيران - ) هو لاعب كرة الصالات ‏ ولاعب كرة قدم إيراني في مركز الهجوم. شارك مع منتخب إيران الوطني لكرة القدم داخل الصالات. أما مع النوادي، فقد لعب مع Giti Pasand Isfahan FSC ‏ وTam Iran Khodro Tehran FSC ‏ وShensa Saveh FSC ‏ وShahid Mansouri Qarchak FSC ‏.

## وصلات خارجية
- أفشين كاظمي على موقع الاتحاد الدولي (مؤرشف)  (الإنجليزية)